# Neoechinorhynchus tumidus
Neoechinorhynchus tumidus är en hakmaskart som beskrevs av Van Cleave och Bangham 1949. Neoechinorhynchus tumidus ingår i släktet Neoechinorhynchus och familjen Neoechinorhynchidae. Inga underarter finns listade i Catalogue of Life.